# Arbuzynka
Arbuzynka (do 1946 Harbuzynka) – osiedle typu miejskiego w obwodzie mikołajowskim na Ukrainie, siedziba władz rejonu arbuzyńskiego.

## Historia
W 1959 miejscowość liczyła 6 700 mieszkańców.
W 1989 liczyła 8 178 mieszkańców.
W 2013 liczyła 6 390 mieszkańców.